# Токепала
Токепала (Toquepala mine) — один з найбільших кар'єрів в світі, який розробляє однойменне родовище мідної руди і пов'язані з ним поклади на півдні Перу, департамент Такна (вважаються найбільшими у світі). Річний видобуток міді в 1990-і роки становив бл. 375 тис. т.

## Опис
Крім розробки мідних покладів, в ньому ведеться видобуток молібдену, ренію і срібла. Сьогодні кар'єр Токепала — 2,5 кілометра діаметром і глибиною понад 500 метрів. Видобувається руда збагачується на фабриках, при кар'єрах «Токепала» (40,5 млн т руди на добу). Руди Токепала містять 80 % міді у халькопіриті, 13 % — в халькозині, 5 % — в борніті і 2 % — в оксидах.
Виплавку міді здійснюють на підприємствах м. Іло.